# Mervyn Archdall (Antiquar)
Mervyn Archdall (* 22. April 1723 in Dublin; † 6. August 1791 in Slane) war ein irischer Geistlicher und Historiker.

## Leben
Mervyn Archdall war ein Nachfahre von John Archdall aus Norfolk, der während der Regierung Königin Elisabeths I. aus England nach Irland eingewandert war und sich auf Castle Archdall in der County Fermanagh angesiedelt hatte. Nach Abschluss seines Besuchs des Trinity College Dublin machte Archdall aufgrund seiner antiquarischen Interessen die Bekanntschaft des Historikers Walter Harris, des Topographen Charles Smith, des Autors Thomas Prior und des Erzdiakons von Dublin, Richard Pococke. Er entwickelte auch einen Sammeleifer für Münzen, Medaillen und Siegel. Als Pococke Bischof von Ossory wurde, ernannte er Archdall 1762 zu seinem Hauskaplan und übertrug ihm die Pfründe Attanagh (teils in Queen’s County und teils in der County Kilkenny gelegen) sowie die Pfründe Cloneamery der Kathedrale von Ossory, die Archdall 1764 gegen die Pfründe Mayne derselben Kathedrale vertauschte. Archdall war auch Kaplan von Francis Conyngham, 2. Baron Conyngham. Nachdem er seine einzige Tochter mit einem Geistlichen verheiratet hatte, verzichtete er zugunsten seines Schwiegersohns auf Teile seiner Pfründe in der Diözese Ossory und erhielt den Pfarrbezirk Slane im Bistum Meath, wo er 1791 im Alter von 68 Jahren starb.
Archdall war Mitglied der Royal Irish Academy.

## Werk
Da Archdall bemerkt hatte, dass es kein William Dugdales Monasticon Anglicarum (1655–73) entsprechendes Werk für die irische Kirchengeschichte gab und James Wares Monasteriologia Hibernica (1654) nur einen Abriss zu diesem Thema bot, machte er sich mit der Unterstützung Pocockes an das Sammeln von Material für eine solche Schrift. Nach 40-jähriger Forschungsarbeit hatte er aber eine derartige Stoffmasse angehäuft, dass er deren gesamte Publikation nicht hätte finanzieren können. So musste er sein Material vor der Veröffentlichung stark kürzen. Trotzdem umfasste sein Buch Monasticum Hibernicum; or a History of the Abbies, Priories, and other Religious Houses in Ireland (Dublin 1786) immer noch mehr als 800 Seiten. In dem Werk finden sich auch Denkschriften von Gründern, Äbten und Förderern der darin erwähnten Gotteshäuser sowie ein Bericht über den Verkauf ihrer Besitzungen nach ihrer Säkularisation. Zur Illustration dient eine Landkarte Irlands sowie auf 18 Tafeln Darstellungen des Habits der besprochenen geistlichen und militärischen Orden. Ein beigefügter Index enthält Orts-, aber keine Personennamen. Archdalls Werk reicht nicht an Dugdales Monasticon Anglicarum heran. 82 darin aufgefundene Fehler wurden in John Lanigans Ecclesiastical History of Ireland (4 Bände, 1822) korrigiert. Große Teile des Werks scheinen von Edward Ledwich beigesteuert worden zu sein.
Ferner erstellte Archdall eine überarbeitete, erweiterte und bis in seine Zeit fortgesetzte Ausgabe von John Lodges Peerage of Ireland (7 Bände, 1789). Für diese Arbeit benötigte Archdall vier Jahre und er beschränkte sich auf genealogische Untersuchungen, da er sich nach seinem eigenen Eingeständnis in der Heraldik wenig auskannte. Seine Gattin leistete ihm bei der Vorbereitung des Werks wertvolle Hilfe, indem sie von Lodge in Kurzschrift oder chiffriert hinterlassene Anmerkungen und Korrekturen entzifferte.